# Zoey 102
Zoey 102 é um filme estadunidense de comédia romântica dirigido por Nancy Hower, sendo uma sequência da série Zoey 101, exibida pela Nickelodeon entre 2005 e 2008. É produzido pela Nickelodeon Movies e foi lançado através da plataforma de streaming Paramount+ em 27 de julho de 2023. Jamie Lynn Spears, Sean Flynn, Christopher Massey, Erin Sanders, Matthew Underwood, Abby Wilde e Jack Salvatore Jr. compõem o elenco principal. O filme recebeu avaliações positivas e mistas de críticos e fãs. No dia seguinte ao lançamento, o filme já era o terceiro mais visto na Paramount+ dos EUA e o segundo mais visto do Canadá.

## Enredo
Anos depois de frequentarem a Pacific Coast Academy, Zoey Brooks e seus ex-colegas de classe se reúnem para celebrar o casamento de Logan e Quinn.

## Elenco
- Jamie Lynn Spears como Zoey Brooks[2]
- Sean Flynn como Chcomoe Matthews[2]
- Christopher Massey como Michael Barret[2]
- Erin Sanders como Quinn Pensky[2]
- Matthew Underwood como Logan Reese[2]
- Abby Wilde como Stacy Dillsen[2]
- Jack Salvatore Jr. como Mark Del Figgalo[2]
- Owen Thiele como Archer March[7]
- Thomas Lennon  como Kelly Kevyn[7]
- Dean Geyer como Todd Schupert[7]
- Katelynn Bennett como Camille[7]
- Audrey Whitby  como Lyric Reese[8]
- Ms. Pat como Janice the Jeweler[7]

Fotografias de Victoria Justice e Austin Butler foram utilizadas para representar os respectivos personagens de Zoey 101: Lola Martinez e James Garrett. Maddie e Ivey, filhas de Spears fizeram aparições no filme.

## Produção
Em 12 de janeiro de 2023, foi anunciado que um revival da série Zoey 101 estava sendo produzido pelo Paramount+, tal como ocorreu com iCarly, que também ganhou um revival para o streaming. Nancy Hower foi escolhida como diretora e o novo roteiro foi escrito por Monica Sherer e Madeline Whitby. Spears postou uma foto no Instagram e revelou que iria reprisar seu papel como Zoey, junto com a maior parte do elenco original da série. Além disso, foi anunciado que Spears também atuaria como produtora executiva, junto com Alexis Fisher, Hower, Sherer e Whitby, enquanto Shauna Phelan e Zack Olin seriam os produtores. Em um comunicado, Spears disse:

“Estou muito feliz por estar de volta ao lado da minha família PCA e continuar a história de Zoey e todos os personagens que os fãs conhecem e amam. Como produtora executiva, tem sido uma oportunidade emocionante trabalhar com um talento tão incrível, bem como com a Paramount+ e a Nickelodeon."
No entanto, vários membros do elenco não voltaram para o filme. Paul Butcher, que interpretou Dustin na série, não voltou porque estava focado no TikTok.
As filmagens principais foram realizadas em Wilmington, na Carolina do Norte, e entre as locações, foram incluídas a Universidade da Carolina do Norte em Wilmington e o Emporium Perry's.
O primeiro trailer foi lançado em 20 de junho de 2023, anunciando-se que o filme estaria disponível em 27 de julho.

## Lançamento
O filme foi lançado em 27 de julho de 2023.
Após o lançamento do filme, a série original Zoey 101 apareceu no Top 10 de séries mais assistidas do Paramount+ em diversos países.

## Recepção
O filme recebeu avaliações positivas e mistas de críticos e fãs. A Billboard chamou-o de "sequência altamente antecipada", enquanto Ready Steady Cut elogiou o filme como "um relógio nostálgico e divertido, agradável para os fãs originais e os novatos na série". Decider recomendou a transmissão do filme e escreveu em uma crítica positiva: " Zoey 102 é uma reinicialização previsível e o enredo meio que vai exatamente onde você pensa que vai. Dito isto, é um passeio agradável que reflete quem esses personagens podem ser em 2023, e as piadas e a escrita parecem engraçadas e atuais."
A revista People chamou o papel de Spears como Zoey Brooks de "icônico". O New York Times escreveu em uma crítica favorável: "Não é uma tarefa fácil fazer um filme a partir de um programa infantil de uma época passada, mas o filme faz um trabalho relativamente tranquilo ao mergulhar - mas sem exagerar - na nostalgia e mantendo o tom alegre e maluco que era a assinatura do show. Ajuda que os membros do elenco, agora mais velhos, tenham melhores desempenhos. Mesmo que haja um teto para o quanto pode ser alcançado aqui, os fãs que retornam querendo uma lembrança de sua juventude terão apenas o suficiente do que vieram buscar." No agregador Rotten Tomatoes, o índice de aprovação foi de 67% com base nas resenhas de 6 críticos, com nota média de 5,00/10.

### Audiência
O filme atraiu larga audiência internacional no Paramount+. Em 28 de julho de 2023, um dia após o lançamento do filme, Zoey 102 já era o terceiro filme mais assistido na plataforma nos EUA e o segundo mais assistido no Canadá. O filme ficou no topo de mais assistidos no Reino Unido e na Irlanda em 29 de julho.

## Ligações Externas
- Zoey 102. no IMDb.